# Antanandava (Moramanga)
Antanandava è una città e comune del Madagascar situata nel distretto di Moramanga, regione di Alaotra Mangoro. La popolazione del comune rilevata nel censimento 2001 era pari a 8 697 unità.